# La Loi du pardon
Pour plus de détails, voir Fiche technique et Distribution.
La Loi du pardon est un film muet français de court métrage réalisé par Albert Capellani, sorti en 1906.
Produit par Pathé Frères, le film raconte les malheurs d'une fillette, privée de la présence de sa mère après le divorce de ses parents, survenu en raison de l'infidélité de la mère, qui tente de réconcilier son père et sa mère.

## Fiche technique
- Titre : La Loi du pardon
- Réalisation : Albert Capellani
- Scénario : André Heuzé
- Société de production : Pathé Frères
- Pays de production :  France
- Format : Noir et blanc — 35 mm — 1.33:1 — Muet
- Genre : Film dramatique
- Durée : 8 minutes
- Date de sortie :
  - France : 3 novembre 1906